# Scandia expansa
Scandia expansa är en nässeldjursart som beskrevs av John Fraser 1938. Scandia expansa ingår i släktet Scandia och familjen Hebellidae. Inga underarter finns listade i Catalogue of Life.